# Даріо Даінеллі
Даріо Даінеллі (італ. Dario Dainelli, нар. 9 червня 1979, Понтедера) — італійський футболіст, захисник «Ліворно».

## Клубна кар'єра
Народився 9 червня 1979 року в місті Понтедера. Вихованець клубу «Емполі», але не зігравши за першу команду жодного матчу, він перейшов на правах оренди в «Модену», але там також протягом півроку не був затребуваний. У січні 1999 року Даінеллі був переданий «Моденою» клубу «Кавезе», де зіграв 10 матчів. Влітку 1999 року він перейшов до клубу «Андрія» у складі якої Даріо забив свій перший у професійній кар'єрі гол.
По закінченні сезону клуб «Лечче» купив у «Емполі» частину прав на гравця, і після непоганого сезону у Серії А, в якій гравець дебютував 8 лютого 2001 року в грі проти «Роми» (0:1:), «Емполі» викупив назад контракт футболіста за 5 млн лір, а потім продав його клубу «Брешія», але там він провів за півсезону лише 5 матчів та у січні 2002 року був переданий на правах оренди в «Верону». Після повернення в «Брешію» Даінеллі вже став гравцем основи клубу і провів там 2 сезони, зігравши 55 матчів.
Влітку 2004 року «Фіорентина» за 2,5 млн євро викупила половину прав на гравця. У складі «фіалок» Даінеллі забив свій перший гол у Серії А, вразивши ворота «Кальярі» на 90+1 хвилині, принісши перемогу своїй команді, а всього у першому сезоні забив 4 голи, два з яких у ворота італійських грандів — «Ювентуса» та «Інтернаціонале». Після закінчення сезону «Фіорентина» за 2 млн євро викупила і другу частину прав на футболіста. У 2005 році гравець отримав капітанську пов'язку «Фіорентини», ставши 20-м капітаном в історії клубу, після чого допоміг команді кваліфікуватися в Лігу чемпіонів, проте після Кальчополі з «фіалок» було знято 30 очок. У сезоні 2006/07, в чемпіонаті якого Даінеллі провів 29 матчів, «Фіорентина» стала найбільш «неприступною» командою, пропустивши менше всіх, лише 31 гол. А по закінченні сезону, захисник перепідписав контракт, продовживши його до 2011 року. У сезоні 2007/08 Даінеллі втратив місце в «основі» команди, поступившись його Томашу Уйфалуші, демонструючи до того ж погану фізичну й ігрову форму. Влітку 2008 року у Даінеллі було безліч пропозицій співпраці, зокрема від «Наполі», «Дженоа», «Палермо», «Сампдорії» і « Торіно», але гравець все ж вирішив залишитися в Флоренції. Даінеллі знову став гравцем основного складу, перш за все через відхід з клубу Уйфалуші, провівши непоганий сезон в команді і зігравши свій 200-й матч в чемпіонаті країни.
12 січня 2010 року Даінеллі перейшов у «Дженоа», який заплатив за трансфер гравця 2,5 млн євро. 17 січня Даріо дебютував у складі «Дженоа» в матчі з «Ромою», в якому його клуб програв 0:3. Загалом за два роки провів у клубі 60 ігор в усіх турнірах.
31 січня 2012 року на правах оренди перейшов у «К'єво», де дограв сезон, після чого на правах вільного агенту підписав з клубом повноцінний контракт. Після цього Даінеллі провів з командою ще шість сезонів у Серії А і покинув веронську команду лише по завершенні сезону 2017/18.
В липні 2018 року 39-річний Даінеллі став гравцем «Ліворно» з Серії Б, куди його запросив колишній партнер по «Лечче» Крістіано Лукареллі, який тепер був головним тренером «темно-бордових».

## Виступи за збірні
16 квітня 2002 року Даінеллі зіграв свій перший і єдиний матч у складі молодіжної збірної Італії, відігравши у товариському матчі з французами (2:3). А вже наступного місяця поїхав з командою на молодіжний чемпіонат Європи, де італійці дійшли до півфіналу, але Даінеллі на поле не виходив.
11 червня 2005 року захисник зіграв свій єдиний матч у складі національної збірної Італії в товариській грі проти Еквадору (1:1), під час турне італійців по США.

## Статистика виступів

### Статистика клубних виступів
| Сезон                  | Команда                | Чемпіонат              | Чемпіонат | Чемпіонат | Національний кубок | Національний кубок | Національний кубок | Континентальні кубки | Континентальні кубки | Континентальні кубки | Інші змагання | Інші змагання | Інші змагання | Усього | Усього |
| Сезон                  | Команда                | Ліга                   | Ігор      | Голів     | Ліга               | Ігор               | Голів              | Ліга                 | Ігор                 | Голів                | Ліга          | Ігор          | Голів         | Ігор   | Голів  |
| ---------------------- | ---------------------- | ---------------------- | --------- | --------- | ------------------ | ------------------ | ------------------ | -------------------- | -------------------- | -------------------- | ------------- | ------------- | ------------- | ------ | ------ |
| 1997–98                | «Емполі»               | A                      | 0         | 0         | КІ                 | 0                  | 0                  | -                    | -                    | -                    | -             | -             | -             | 0      | 0      |
| 1998–99                | «Модена»               | C1                     | 0         | 0         | КI-C               | 1                  | 0                  | -                    | -                    | -                    | -             | -             | -             | 1      | 0      |
| 1998–99                | «Кавезе»               | C2                     | 10        | 0         | КI-C               | 0                  | 0                  | -                    | -                    | -                    | -             | -             | -             | 10     | 0      |
| 1999–00                | «Андрія»               | C1                     | 28        | 1         | -                  | -                  | -                  | -                    | -                    | -                    | -             | -             | -             | 28     | 1      |
| 2000–01]               | «Лечче»                | A                      | 14        | 0         | КІ                 | 0                  | 0                  | -                    | -                    | -                    | -             | -             | -             | 14     | 0      |
| 2001–02                | «Брешія»               | A                      | 5         | 0         | КІ                 | 3                  | 0                  | -                    | -                    | -                    | -             | -             | -             | 8      | 0      |
| 2001–02                | «Верона»               | A                      | 13        | 0         | КІ                 | 0                  | 0                  | -                    | -                    | -                    | -             | -             | -             | 13     | 0      |
| 2002–03                | «Брешія»               | A                      | 24        | 0         | КІ                 | 2                  | 0                  | -                    | -                    | -                    | -             | -             | -             | 26     | 0      |
| 2003–04                | «Брешія»               | A                      | 31        | 0         | КІ                 | 1                  | 0                  | Інт                  | 2                    | 0                    | -             | -             | -             | 34     | 0      |
| Усього за «Брешію»     | Усього за «Брешію»     | Усього за «Брешію»     | 60        | 0         |                    | 6                  | 0                  |                      | 2                    | 0                    |               | -             | -             | 68     | 0      |
| 2004–05                | «Фіорентина»           | A                      | 30        | 4         | КІ                 | 6                  | 0                  | -                    | -                    | -                    | -             | -             | -             | 36     | 4      |
| 2005–06                | «Фіорентина»           | A                      | 27        | 1         | КІ                 | 1                  | 0                  | -                    | -                    | -                    | -             | -             | -             | 28     | 1      |
| 2006–07                | «Фіорентина»           | A                      | 31        | 1         | КІ                 | 2                  | 0                  | -                    | -                    | -                    | -             | -             | -             | 33     | 1      |
| 2007–08                | «Фіорентина»           | A                      | 21        | 0         | КІ                 | 2                  | 0                  | КУЄФА                | 6                    | 0                    | -             | -             | -             | 29     | 0      |
| 2008–09                | «Фіорентина»           | A                      | 21        | 1         | КІ                 | 0                  | 0                  | ЛЧ+КУЄФА             | 7+1                  | 0+0                  | -             | -             | -             | 29     | 1      |
| 2009–10                | «Фіорентина»           | A                      | 11        | 0         | КІ                 | 0                  | 0                  | ЛЧ                   | 5                    | 1                    | -             | -             | -             | 16     | 1      |
| Усього за «Фіорентину» | Усього за «Фіорентину» | Усього за «Фіорентину» | 141       | 7         |                    | 11                 | 0                  |                      | 19                   | 1                    |               | -             | -             | 171    | 8      |
| 2009–10                | «Дженоа»               | A                      | 10        | 0         | КІ                 | 0                  | 0                  | ЛЄ                   | -                    | -                    | -             | -             | -             | 10     | 0      |
| 2010–11                | «Дженоа»               | A                      | 34        | 1         | КІ                 | 1                  | 0                  | -                    | -                    | -                    | -             | -             | -             | 35     | 1      |
| 2011–12                | «Дженоа»               | A                      | 13        | 0         | КІ                 | 2                  | 0                  | -                    | -                    | -                    | -             | -             | -             | 15     | 0      |
| Усього за «Дженоа»     | Усього за «Дженоа»     | Усього за «Дженоа»     | 57        | 1         |                    | 3                  | 0                  |                      | -                    | -                    |               | -             | -             | 60     | 1      |
| 2011–12                | «К'єво»                | A                      | 6         | 0         | КІ                 | 0                  | 0                  | -                    | -                    | -                    | -             | -             | -             | 6      | 0      |
| 2012–13                | «К'єво»                | A                      | 34        | 0         | КІ                 | 1                  | 0                  | -                    | -                    | -                    | -             | -             | -             | 35     | 0      |
| 2013–14                | «К'єво»                | A                      | 26        | 2         | КІ                 | 1                  | 0                  | -                    | -                    | -                    | -             | -             | -             | 27     | 2      |
| 2014–15                | «К'єво»                | A                      | 30        | 0         | КІ                 | 1                  | 0                  | -                    | -                    | -                    | -             | -             | -             | 31     | 0      |
| 2015–16                | «К'єво»                | A                      | 18        | 1         | КІ                 | 1                  | 0                  | -                    | -                    | -                    | -             | -             | -             | 19     | 1      |
| 2016–17                | «К'єво»                | A                      | 26        | 0         | КІ                 | 1                  | 0                  | -                    | -                    | -                    | -             | -             | -             | 27     | 0      |
| 2017–18                | «К'єво»                | A                      | 21        | 0         | КІ                 | 2                  | 0                  | -                    | -                    | -                    | -             | -             | -             | 23     | 0      |
| Усього за «К'єво»      | Усього за «К'єво»      | Усього за «К'єво»      | 161       | 3         |                    | 7                  | 0                  |                      | -                    | -                    |               | -             | -             | 168    | 3      |
| 2018–19]]              | «Ліворно»              | B                      | 14        | 0         | КІ                 | 1                  | 0                  | -                    | -                    | -                    | -             | -             | -             | 15     | 0      |
| Усього за кар'єру      | Усього за кар'єру      | Усього за кар'єру      | 498       | 12        |                    | 29                 | 0                  |                      | 21                   | 1                    |               | -             | -             | 548    | 13     |